# НАРТ
«НАРТ» («Національна Асоціація Радіо і Телебачення») — колишня українська телерадіокомпанія, яка мовила на 25-му київському телеканалі разом з телекомпанією «ТОНІС» з 1996 по 2002 рік.

## Історія
Співзасновниками Творчого об'єднання «НАРТ» виступили відразу кілька структур: 18 недержавних телерадіокомпаній з різних регіонів України, а також дві громадські організації: Українська телевізійна спілка та Фонд «Перспектива». Сам «НАРТ» було створено ще навесні 1995 року, коли представники зазначених структур зібралися на з'їзд у Києві з метою об'єднати свої зусилля для подальшого розвитку телебачення України.
На цьому з'їзді і було ухвалено рішення про створення нової телекомпанії, в ефірі якої можна було б транслювати кращі роботи телевізійників з різних міст України, а також покупний кінопродукт. І вже в липні 1995 року знову створена телекомпанія подала заявку до Нацради з проханням надати їй право мовлення на одному з дециметрових телеканалів міста Києва. В цей час якраз був оголошений конкурс на 25 київський канал, і Національна рада з питань телебачення та радіомовлення вирішила виділити «НАРТу» ефірний час саме на цій частоті — по чотири години щоденно. 
Керівництво телекомпанії «ТОНІС» опротестувало це рішення і Нацрада відкликала видану «НАРТу» ліцензію. Керівництву «ТОНІСу» було обіцяно, що ефірна сітка компанії на 25-й телечастоті залишиться незмінною до закінчення конкурсу на цей регіональний телеканал. 
Однак незабаром Нацрада ухвалила рішення, як і у випадку з 30 телечастотою у Києві (ТК «ТЕТ» і ТРК «Київ»), розділити телеканал між двома мовниками: «ТОНІСом» та «НАРТом». Була затверджена сітка, згідно з якою «НАРТ» і «ТОНІС» мали ділити вечірній прайм-тайм через день.
Згодом змінився розклад блоків ТК «ТОНІС» та ТРК «НАРТ» на 25 телеканалі. Так, програми «НАРТ» стали з'являтися і в ранковий час, коли ефірний час на каналі було на паритетних засадах (майже 10 на 10 годин) розділено між двома мовниками.
До кінця 1995 року було видано ліцензію на мовлення та сформовано колектив компанії. 10 січня 1996 року «НАРТ» вийшов в ефір у тестовому режимі, а з 15 січня ефір став повноцінним та регулярним. 
Однією з основних цілей засновників «НАРТу» було створення каналу, на якому б транслювалися найкращі програми, створені місцевими студіями з різних куточків країни. І невдовзі київський телеглядач побачив програми, які були створені в Одесі, Харкові, Дніпрі та інших містах. Зокрема, тут транслювалось ток-шоу «Арабески», створюване однією з одеських телекомпаній спільно з одеською радіостанцією «Просто Раді.О». В рамках ток-шоу «Арабески» глядачі могли спостерігати телевізійну версію зустрічей з цікавими людьми шоу-бізнесу, культури, спорту та політики, які приходили до студії «Просто Раді.О».
Крім трансляції програм виробництва незалежних телекомпаній з різних регіонів країни, «НАРТ» планував і власне телевиробництво. Зчасом в ефірі з'явились суспільно-політичні проекти — ток-шоу, інтерв'ю, аналітика. Також в ефірі «НАРТ» був присутній кінопоказ — художні, мультиплікаційні, документальні фільми та серіали. У перервах між трансляцією своїх передач телеканал НАРТ ретранслював культурологічні та дитячі програми російського телеканалу «Прометей АСТ».
На засіданні 17 квітня 2002 року Національна рада України з питань телебачення і радіомовлення підбила підсумки конкурсу на 25-ий київський телеканал, переможцем якого було оголошено саме «ТОНІС». Телерадіокомпанія «НАРТ» відступила без жодних акцій протесту і надалі зосередилася на розвитку лише радійного проекту, який проіснував ще кілька років.

## Програми
- «Музичний НАРТ-ранок»
- «Телеекспрес»
- «Ми і влада»
- «Ракурс»
- «Будинок актора»
- «За лаштунками»
- «Кумири екрана»
- «Стань героєм»
- «М-стиль»
- «Джаз і не тільки»
- «Молодь - надія України»
- «Із життя тварин»
- «Мажор»
- «Музичний калейдоскоп»
- «Країна Фестивалія»
- «Непутні замітки»
- «Студія побачень»
- «Діалоги»
- «Європа сьогодні»

## Час мовлення
Спочатку на 25-му київському каналі був поділений лише вечірній ефір: в один день з 20:00 до 00:00 в ефірі мовив «НАРТ», а на наступний день цей час займав «ТОНІС», а «НАРТ» повинен був вести мовлення з 16:00 до 20:00. 
Згодом розклад змінився через збільшення ефірного мовлення ТРК «НАРТ»:
Понеділок, середа, п'ятниця:

07:00–11:00 «НАРТ»

11:00–13:00 «ТОНІС»

13:00–15:00 «НАРТ»

15:00–20:00 «ТОНІС»

20:00–00:00 «НАРТ»

00:00–02:00 «ТОНІС»
Вівторок, четвер:

07:00–11:00 «НАРТ»

11:00–13:00 «ТОНІС»

13:00–20:00 «НАРТ»

20:00–02:00 «ТОНІС»
Субота:

07:00–11:00 «НАРТ»

11:00–13:00 «ТОНІС»

13:00–15:00 «НАРТ»

15:00–16:00 «ТОНІС»

16:00–20:00 «НАРТ»

20:00–02:00 «ТОНІС»
Неділя:

07:00–11:00 «НАРТ»

11:00–13:00 «ТОНІС»

13:00–15:00 «НАРТ»

15:00–17:00 «ТОНІС»

17:00–21:00 «НАРТ»

21:00–02:00 «ТОНІС»

## Логотипи
| Логотип | Опис |
| ------- | --- |
|         | Логотип каналу, який використовувався у заставках. В останні роки мовлення в ефірі був такий же, але смуги були нахилені в лівий бік. Знаходився в правому верхньому куті. |
|         | У перші роки мовлення смуги на логотипі були нахилені в ліву сторону, напис "НАРТ" був іншим шрифтом та більший за розміром. Знаходився у лівому нижньому куті.            |
|         | Версія логотипу, що використовувалася в ЗМІ та пресі в перші роки мовлення.                                                                                                |